# Schlafender Löwe

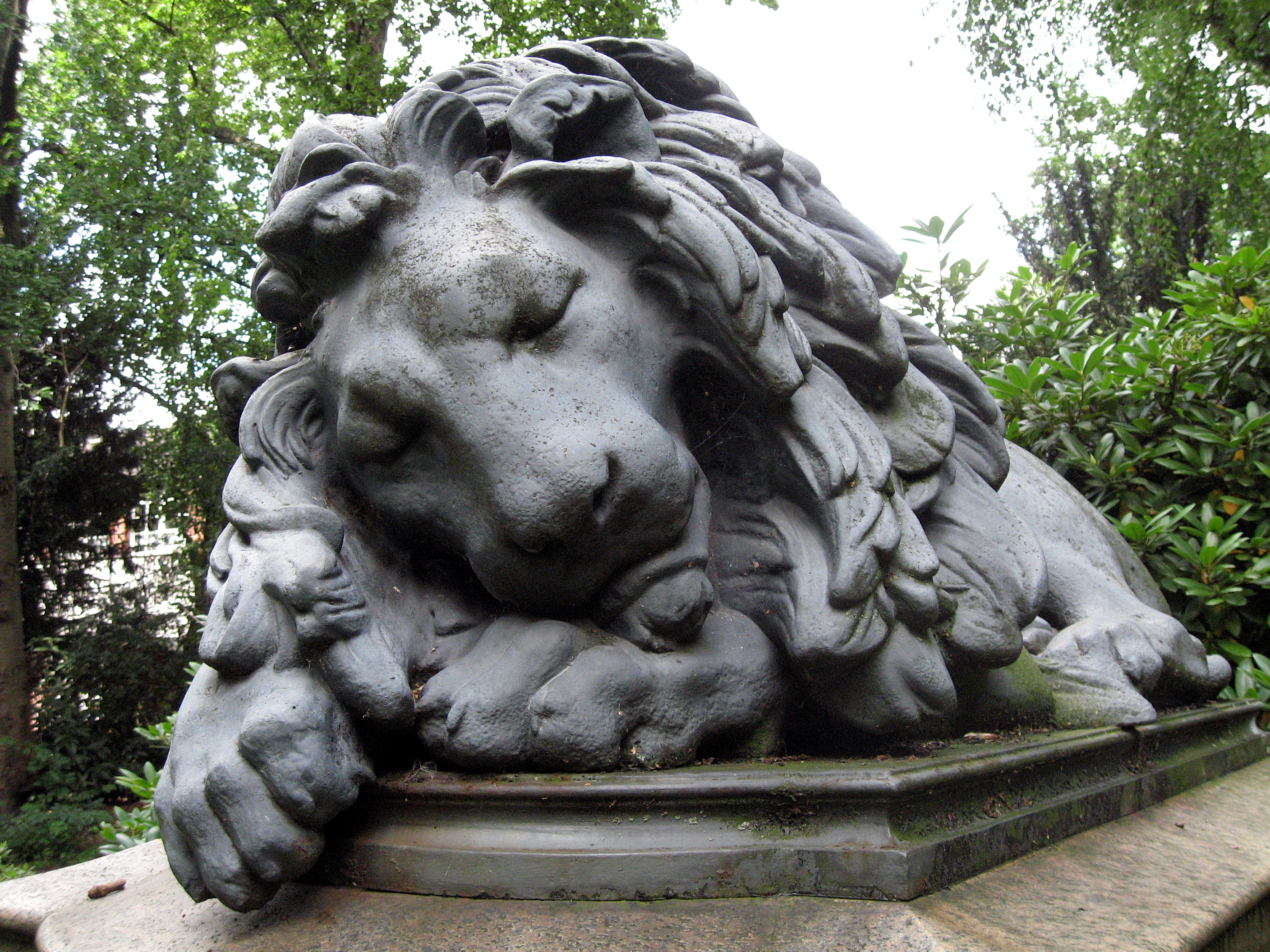
Beispiel: Schlafender Löwe in Dortmund

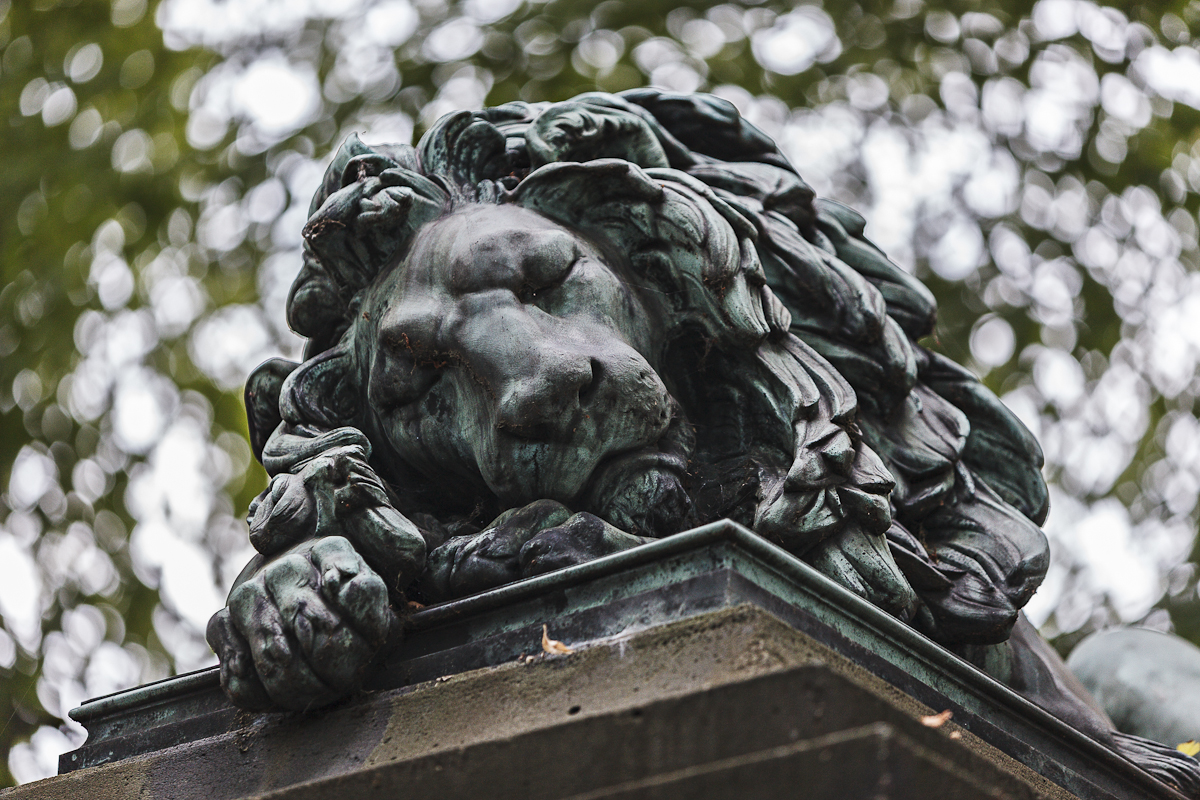
Schlafender Löwe in Mainz

Der Schlafende Löwe (gelegentlich auch Ruhender Löwe oder Sterbender Löwe genannt) ist eine lebensgroße Plastik, die in Eisen- und Bronzeguss ausgeführt wurde, erstmals durch die Königlich Preußische Eisengießerei in Berlin. 
Im öffentlichen Raum (Platz, Park, Friedhof) ist sie mehrfach anzutreffen, wobei es sich nicht immer um zeitgenössische Exemplare handelt, da aufgrund der Beliebtheit bis heute Nachgüsse hergestellt werden. 
Die Entstehung im frühen 19. Jahrhundert ist im Zusammenhang mit der Berliner Bildhauerschule zu verstehen. 

## Beschreibung und Geschichte
Der Schlafende Löwe wurde von Christian Daniel Rauch konzipiert und in seinem Atelier von dem Bildhauer Theodor Kalide nach dessen eigenem Entwurf modelliert. Daher werden für die Eisen- und Bronzeplastiken beide Künstlernamen genannt, primär zumeist der des Werkstattinhabers. Der erste Guss erfolgte im Jahr 1824. 
Vom Schlafenden Löwen wurden mehrere Metallgüsse in Gusseisen und in Bronze hergestellt, die an unterschiedlichen Orten aufgestellt wurden, u. a. in Gleiwitz, Beuthen O/S, Berlin und Bad Carlsruhe. Die Figur wurde wiederholt als Denkmalplastik (zumeist Ehren-Denkmäler für Gefallene) verwendet und auf unterschiedlichen Sockeln errichtet. 
Zunächst wurde die Löwenplastik nur von der Königlich Preußischen Eisengießerei in Berlin hergestellt, bald darauf in Gleiwitz, später auch bei F. Kahle in Potsdam. 
Die Löwen-Plastiken aus Gleiwitz und Beuthen gelten seit der Zeit der Volksrepublik Polen als verschollen. Jedoch wurde ein schlafender Löwe in Warschau wiedergefunden, der wahrscheinlich derjenige aus Beuthen ist. Der Verbleib des Löwen aus Gleiwitz ist weiterhin ungeklärt. Es wird sogar vermutet, dass er der Sowjetunion als Geschenk übergeben wurde. 
Das Gegenstück zum Schlafenden Löwen ist der Wachende Löwe, der aus demselben Bildhaueratelier stammt. Manchmal wurden beide Plastiken auch als Gegenstücke aufgestellt. 

## Liste der Exemplare und Standorte
| Bild | Land        | Ort und genauer Standort                                                 | Errichtet         | Bemerkungen |
| ---- | ----------- | ------------------------------------------------------------------------ | ----------------- | --- |
|      | Deutschland | Berlin, auf dem Invalidenfriedhof                                        | 1834              | Guss 1828; Bekrönung des 1834 errichteten Scharnhorst-Grabdenkmals. |
|      | Polen       | Bytom (Beuthen O/S)                                                      | 1873              | Siehe Schlafender Löwe (Bytom). |
|      | Polen       | Gliwice (Gleiwitz/Schlesien), im Chopin-Park                             | 1849              | Geschenk des preußischen Königs Friedrich Wilhelm IV. Siehe Schlafender Löwe (Gliwice). |
|      | Deutschland | Lübeck, am Holstentor gemeinsam mit dem Wachenden Löwen                  | seit 1950         | Guss 1825; erworben von dem Kaufmann Johann Daniel Jacobj für sein Privathaus. Siehe Lübecker Löwen.                                                                                               |
|      | Deutschland | Münster, auf dem aufgelassenen Friedhof an der Wilhelmstraße             | 1831              | Grabdenkmal des Generalleutnants Wilhelm von Horn |
|      | Deutschland | Roßleben, im Park der Klosterschule Roßleben                             | 1875              | |
|      | Tschechien  | Chlum u Hradce Králové                                                   | 1867              | Guss 1850; Denkmal zur Erinnerung an die gefallenen Offiziere der Königlichen Preußischen 1. Garde-Infanterie-Division vom 3. Juli 1866. Schlafender Löwe auf einem Sockel auf der Höhe von Chlum. |
|      | Deutschland | Dortmund, im Westpark                                                    | 17. Oktober 1869  | Siehe Löwendenkmal (Dortmund). |
|      | Deutschland | Hagen-Haspe                                                              | 24. November 1872 | Zinkguss, zum Gedenken an die Gefallenen der Kriege 1866 und 1870–1871 errichtet; für die Opfer der Weltkriege nachgewidmet.                                                                       |
|      | Deutschland | Hanau, Schloss Philippsruhe                                              | 1884              | zusammen mit dem Wachenden Löwen am Treppenaufgang des Schlosses Philippsruhe |
|      | Polen       | Schloss Juditten (Juditten/ Ostpreußen), Gemeinde Schippenbeil (Sępopol) |                   | 1889 auf der Weltausstellung in Paris erworben |
|      | Estland     | Kannuküla (ehem. Ländereien des Gutes Kerstenhof)                        | 1844              | Denkmal für den kaiserlich-russischen Generalleutnant Reinhold von Anrep, 1807 gefallen in der Schlacht von Morąg (Mohrungen/Ostpreußen), 1844 errichtet von seinem Sohn General Joseph von Anrep  |
|      | Polen       | Legnica (Liegnitz/Schlesien)                                             | um 1873           | |
|      | Deutschland | Mainz, Hauptfriedhof                                                     | 1874              | Kriegerdenkmal des Großherzogtums Hessen |
|      | Polen       | Pokój (Bad Carlsruhe/Schlesien)                                          | 1859              | Denkmal für Herzog Eugen dem „Helden von Kulm“ 1813. |
|      | Tschechien  | Trutnov (Trautenau/Böhmen)                                               | 1873              | |
|      | Deutschland | Voerde, Friedrichsfeld Offizierspark (Bürgerpark)                        | 1873              | Denkmal für die Gefallenen des Festungs-Artillerie-Regiment Nr. 7 und des 1. Westfälisches Feldartillerie-Regiment Nr. 7 des Deutsch-Französischen Kriegs 1870/71                                  |
|      | Polen       | Warschau, Zoo                                                            | 2008              | Kopie der Löwenplastik von Bytom (Beuthen), die sich zuvor im Zoo befand. |